# Aston Martin DB10
Aston Martin DB10 – samochód sportowy klasy wyższej wyprodukowany przez brytyjską markę Aston Martin w 2014 roku. 

## Historia i opis modelu

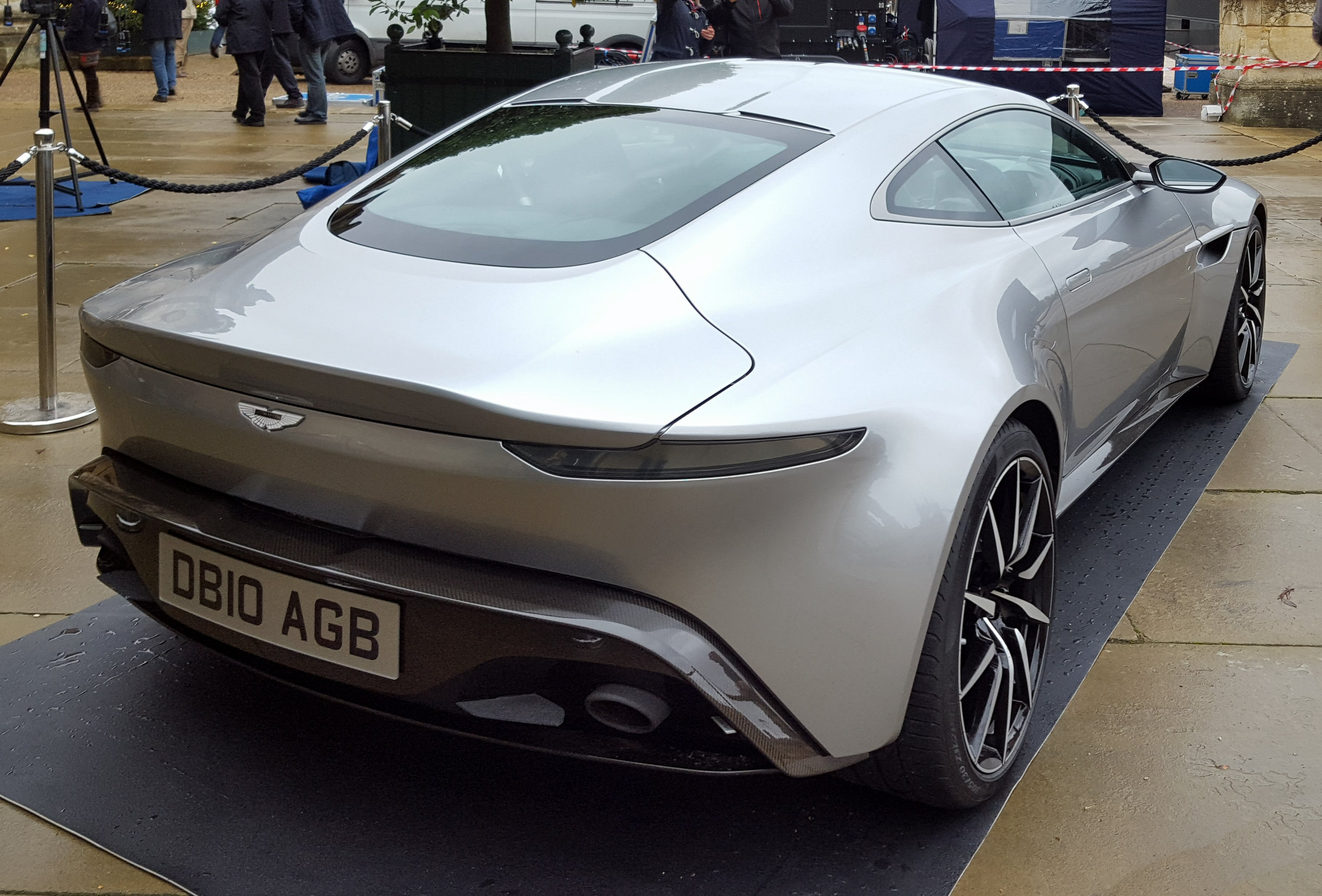
Aston Martin DB10 - tył

DB10 został stworzony na potrzeby filmu James Bond Spectre w 2014 roku. Wyprodukowany tylko w liczbie 10 sztuk, z czego większość z nich zostało uszkodzonych lub zniszczonych. Jeden z egzemplarzy miał zostać w rękach producenta filmu, a kolejny miał trafić do kolekcji Aston Martina. Jedyna sztuka, którą pojawiła się na rynku, została sprzedana na licytacji prowadzonej przez dom aukcyjny Chrisrie's w połowie lutego 2016 roku za kwotę 2,43 miliona funtów.
Wykonaną w całości z włókna węglowego karoserię zainstalowano na podwoziu modelu V8 Vantage. Pod maskę trafił silnik V8 4,7 l o mocy 430 KM, znany z modelu Vantage N430. Następcą tego modelu jest model DB11, który został zaprezentowany w marcu 2016 roku w Genewie.

### Silnik
- V8 4,7 l (4735 cm³)[2][1]
- Układ zasilania: wtrysk
- Średnica cylindra × skok tłoka:
- Stopień sprężania:
- Moc maksymalna: 430 KM (316 kW) przy 7300 obr./min[2]
- Maksymalny moment obrotowy: 490 N•m przy 5000 obr./min[2]

### Osiągi
Źródło
- Przyspieszenie 0-100 km/h: 4,7 s
- Prędkość maksymalna: 305 km/h